# Iolanda Margherita di Savoia
Iolanda Margherita di Savoia (nome completo in italiano Iolanda Margherita Milena Elisabetta Romana Maria; Roma, 1º giugno 1901 – Roma, 16 ottobre 1986) è stata una principessa italiana.
Fu contessa consorte di Bergolo dal 1924 al 1977, come moglie di Giorgio Carlo.

## Biografia

### Infanzia

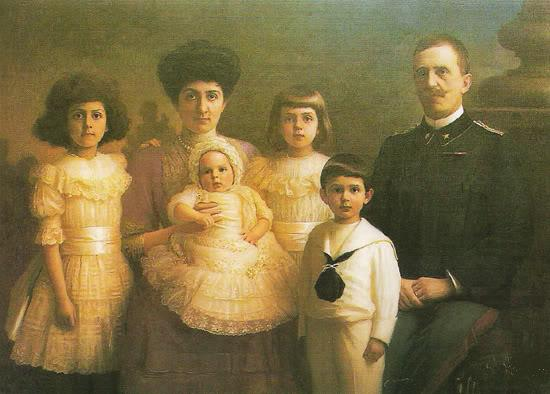
Vittorio Emanuele ritratto con la moglie Elena e i figli Iolanda, Mafalda, Umberto e Giovanna nel 1908

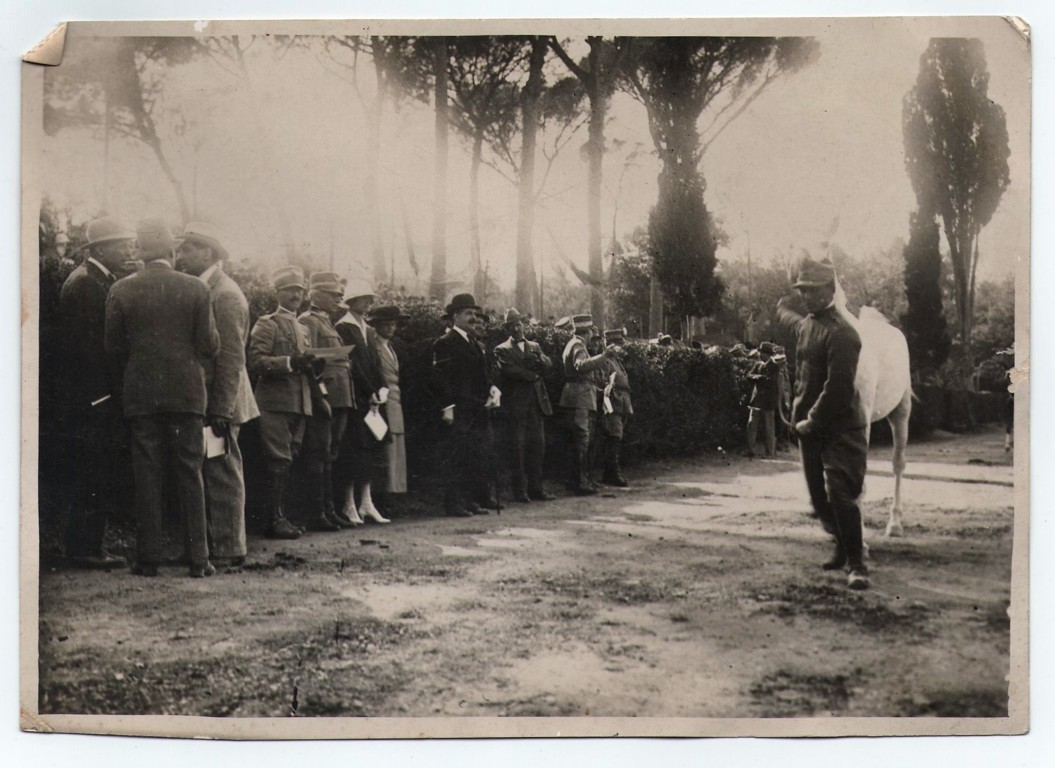
La principessa Iolanda (con il cappellino bianco) visita i puledri al concorso ippico di Roma, maggio 1922

Nata a Roma presso Villa Savoia, la principessa Iolanda era la primogenita del re d'Italia Vittorio Emanuele III di Savoia e della regina Elena del Montenegro, nata dopo cinque anni di matrimonio. Prima principessa a nascere nell'Italia unificata, fu anche la prima ad ottenere per nascita il titolo di "principessa reale". La principessa venne battezzata nella Cappella Paolina del Palazzo del Quirinale il 15 giugno 1901.
Sin da giovane si interessò al mondo dello sport, divenendo in particolare un'ottima cavallerizza e nuotatrice.

### Matrimonio

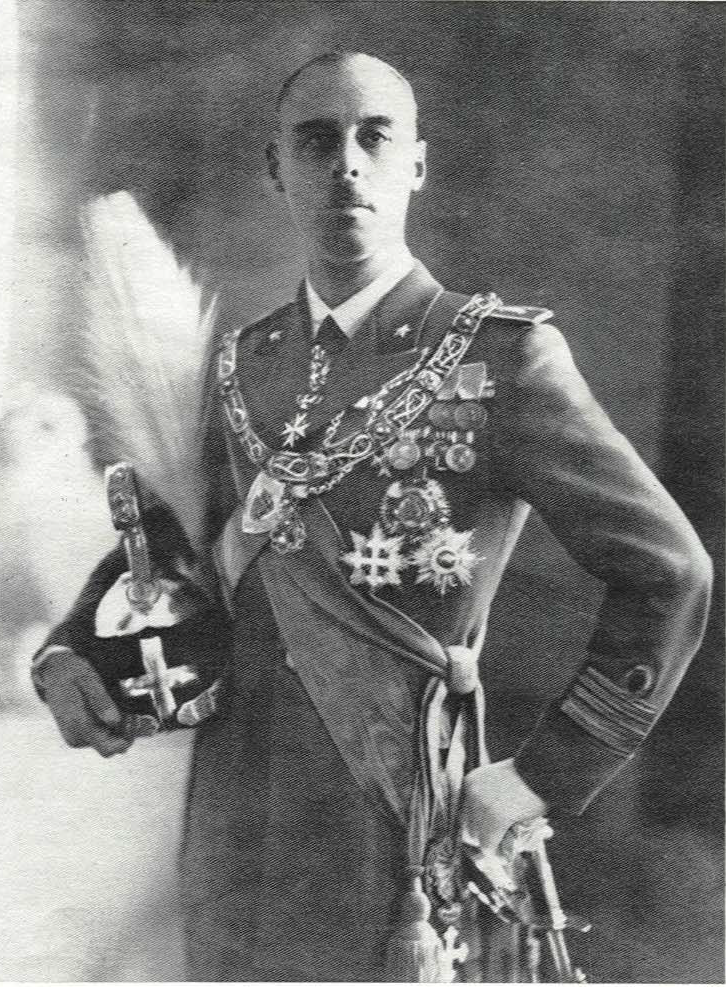
Giorgio Carlo Calvi di Bergolo nel 1930

Nel pieno della Grande Guerra, i giornali italiani e stranieri pubblicarono l'indiscrezione secondo la quale per la prinicpessa Iolanda si stesse pensando ad un matrimonio regale con l'allora principe di Galles, il futuro Edoardo VIII del Regno Unito. I due effettivamente si erano conosciuti nel 1918 in Italia.
Ad avvallare questa proposta era stata proprio la regina madre, Margherita di Savoia, che voleva spingerla verso un matrimonio ambizioso, ma a questo matrimonio re Vittorio Emanuele III d'Italia e la regina Elena del Montenegro dissero che avrebbero acconsentito "solo a condizione che Jolanda fosse d'accordo".
Successivamente si parlò anche di un possibile matrimonio col principe ereditario del Belgio, Leopoldo, ma anche in questo caso l'occasione sfumò.
La principessa sposò, invece, secondo i suoi desideri, il 9 aprile 1923, nella Cappella Paolina, il conte Giorgio Carlo Calvi di Bergolo, ufficiale di cavalleria. Gli sposi ebbero per testimoni due figure di spicco del mondo militare dell'epoca: il maresciallo Armando Diaz e il grand'ammiraglio Paolo Thaon de Revel. I due si erano conosciuti per la comune passione per l'ippica.
Dopo le nozze, la principessa Iolanda dovette rinunciare alle proprie prerogative reali e alla successione al trono (dato il suo matrimonio morganatico) e pertanto seguì il marito dapprima a Pinerolo e poi a Torino dove i due presero residenza stabile, in Corso Moncalieri.

### Dopoguerra
Iolanda seguì i genitori, con il marito ed i figli, nell'esilio del 1946 ad Alessandria d'Egitto e vi rimase fino alla morte del padre Vittorio Emanuele III; nel 1955, con la sua famiglia, si trasferì nuovamente a Roma, in una villa edificata nella tenuta di Capocotta, a quel tempo ancora proprietà degli eredi Savoia e oggi parte della tenuta presidenziale di Castelporziano. Durante l'esilio ad Alessandria d'Egitto la principessa fu l'istitutrice di Bob Krieger, divenuto, in seguito, un apprezzato fotografo.

### Ultimi anni e morte
Pubblicò nel 1974 un libro di impressioni giovanili e ricordi, Paesaggi scomparsi, per l'editore Giovanni Volpe di Roma.
Morì in una clinica a Roma nel 1986 e fu sepolta nel cimitero monumentale di Torino.

## Discendenza
Dal matrimonio tra Iolanda e il conte Giorgio Carlo Calvi di Bergolo nacquero:
1) Maria Ludovica Calvi di Bergolo (Torino, 24 gennaio 1924 - 19 luglio 2017), sposò Robert Gasche (1918-2011) nel 1949, ebbe due figli: 
- Uberto (1954) sposato con la principessa Imara Ruffo di Calabria, ha una figlia, Maria Cristina
- Jela (1955)

Maria Ludovica e Robert Gasche divorziarono nel 1975.
2) Vittoria Francesca Calvi di Bergolo (Torino, 22 giugno 1927 - Garda, marzo 1985), sposò il conte Guglielmo Guarienti di Brenzone (1919-2006) nel 1947, da cui ebbe tre figli:
- Emanuela Guarienti di Brenzone (1948) sposata con Gregorio Sammartini, da cui ha avuto dei figli.
- Agostino Guarienti di Brenzone (10 gennaio 1949) sposato con Diana Gemma Sagramoso, da cui ha avuto dei figli
- Guariente Guarienti di Brenzone (1954)

3) Guja Anna Calvi di Bergolo (Torino, 8 marzo 1930), sposò nel 1951 il pittore Carlo Guarienti (Treviso, 28 ottobre 1923 - Roma, 4 dicembre 2023), da cui ebbe due figlie:
- Maria Faldivia Guarienti (1952-1971)
- Delfinella Guarienti (1954) sposata con Ranieri Randaccio da cui ha avuto dei figli.

4) Conte Pier Francesco Calvi di Bergolo (Torino, 22 dicembre 1933 - Roma 18 giugno 2012), sposò nel Santuario di Serralunga di Crea Marisa Allasio (1936), da cui ebbe due figli:
- Conte Carlo Giorgio Calvi di Bergolo (1959)
- Anda Calvi di Bergolo (1962)

## Riconoscimenti
In suo onore, nel 1901, a Saluzzo, in provincia di Cuneo, fu fondata l'associazione sportiva Unione Ginnico Ricreativa "Jolanda Margherita". Sempre per riverirla, nel 1904, a Castiglione Marittimo in provincia di Catanzaro, fu costituita una società operaia di mutuo soccorso che prese il nome di "Principessa Iolanda Margherita". Nel 1910 il paese di Le Venezie, nel ferrarese, fu ribattezzato - a seguito della visita di Vittorio Emanuele III con la figlia - Jolanda di Savoia, denominazione che conserva tuttora. Giacomo Puccini dedicò nel 1919 a Jolanda di Savoia l'Inno a Roma.

## Ascendenza
|                                |                                |                                 | Genitori                             |  |  | Nonni |  |  | Bisnonni                      |  |  | Trisnonni               |  |
|                                |                                |                                 |                                      |  |  |       |  |  | Vittorio Emanuele II d'Italia |  |  | Carlo Alberto di Savoia |  |
|                                |                                |                                 |                                      |  |  |       |  |  | Vittorio Emanuele II d'Italia |  |  | Carlo Alberto di Savoia |  |
|                                |                                | Maria Teresa d'Asburgo-Toscana  |                                      |  |  |       |  |  | Vittorio Emanuele II d'Italia |  |  |                         |  |
| Umberto I d'Italia             |                                |                                 |                                      |  |  |       |  |  | Vittorio Emanuele II d'Italia |  |  |                         |  |
|                                |                                | Maria Adelaide d'Asburgo-Lorena | Ranieri Giuseppe d'Asburgo-Lorena    |  |  |       |  |  |                               |  |  |                         |  |
|                                |                                | Maria Adelaide d'Asburgo-Lorena | Ranieri Giuseppe d'Asburgo-Lorena    |  |  |       |  |  |                               |  |  |                         |  |
|                                |                                | Maria Adelaide d'Asburgo-Lorena | Maria Elisabetta di Savoia-Carignano |  |  |       |  |  |                               |  |  |                         |  |
| Vittorio Emanuele III d'Italia |                                | Maria Adelaide d'Asburgo-Lorena |                                      |  |  |       |  |  |                               |  |  |                         |  |
|                                |                                | Ferdinando di Savoia-Genova     | Carlo Alberto di Savoia              |  |  |       |  |  |                               |  |  |                         |  |
|                                |                                | Ferdinando di Savoia-Genova     | Carlo Alberto di Savoia              |  |  |       |  |  |                               |  |  |                         |  |
|                                |                                | Ferdinando di Savoia-Genova     | Maria Teresa d'Asburgo-Toscana       |  |  |       |  |  |                               |  |  |                         |  |
| Margherita di Savoia           |                                | Ferdinando di Savoia-Genova     |                                      |  |  |       |  |  |                               |  |  |                         |  |
|                                |                                | Elisabetta di Sassonia          | Giovanni I di Sassonia               |  |  |       |  |  |                               |  |  |                         |  |
|                                |                                | Elisabetta di Sassonia          | Giovanni I di Sassonia               |  |  |       |  |  |                               |  |  |                         |  |
|                                |                                | Elisabetta di Sassonia          | Amalia Augusta di Baviera            |  |  |       |  |  |                               |  |  |                         |  |
| Iolanda d'Italia               |                                | Elisabetta di Sassonia          |                                      |  |  |       |  |  |                               |  |  |                         |  |
|                                | Granduca Mirko Petrović-Njegoš | Stanko Petrović-Njegoš          |                                      |  |  |       |  |  |                               |  |  |                         |  |
|                                | Granduca Mirko Petrović-Njegoš | Stanko Petrović-Njegoš          |                                      |  |  |       |  |  |                               |  |  |                         |  |
|                                | Granduca Mirko Petrović-Njegoš | Kristina Vrbica                 |                                      |  |  |       |  |  |                               |  |  |                         |  |
| Nicola I del Montenegro        | Granduca Mirko Petrović-Njegoš |                                 |                                      |  |  |       |  |  |                               |  |  |                         |  |
|                                |                                | Anastasija Martinović           | Drago Martinović                     |  |  |       |  |  |                               |  |  |                         |  |
|                                |                                | Anastasija Martinović           | Drago Martinović                     |  |  |       |  |  |                               |  |  |                         |  |
|                                |                                | Anastasija Martinović           | Stana Martinović                     |  |  |       |  |  |                               |  |  |                         |  |
| Elena del Montenegro           |                                | Anastasija Martinović           |                                      |  |  |       |  |  |                               |  |  |                         |  |
|                                |                                | Petar Vukotić                   | Peter Perkov Vukotić                 |  |  |       |  |  |                               |  |  |                         |  |
|                                |                                | Petar Vukotić                   | Peter Perkov Vukotić                 |  |  |       |  |  |                               |  |  |                         |  |
|                                |                                | Petar Vukotić                   | Stana Milić                          |  |  |       |  |  |                               |  |  |                         |  |
| Milena Vukotić                 |                                | Petar Vukotić                   |                                      |  |  |       |  |  |                               |  |  |                         |  |
|                                |                                | Jelena Vervodić                 | Tadija Vervodić                      |  |  |       |  |  |                               |  |  |                         |  |
|                                |                                | Jelena Vervodić                 | Tadija Vervodić                      |  |  |       |  |  |                               |  |  |                         |  |
|                                |                                | Jelena Vervodić                 | Milica Pavičević                     |  |  |       |  |  |                               |  |  |                         |  |
|                                |                                | Jelena Vervodić                 |                                      |  |  |       |  |  |                               |  |  |                         |  |